# ويس كينغ
ويس كينغ (بالإنجليزية: Wes King)‏ هو كاتب أغاني أمريكي، ولد في 20 يناير 1966 في ويندر في الولايات المتحدة.

## وصلات خارجية
- ويس كينغ على موقع ميوزك برينز (الإنجليزية)
- ويس كينغ على موقع أول ميوزيك (الإنجليزية)
- ويس كينغ على موقع ديسكوغز (الإنجليزية)